# Villa Lagercrantz

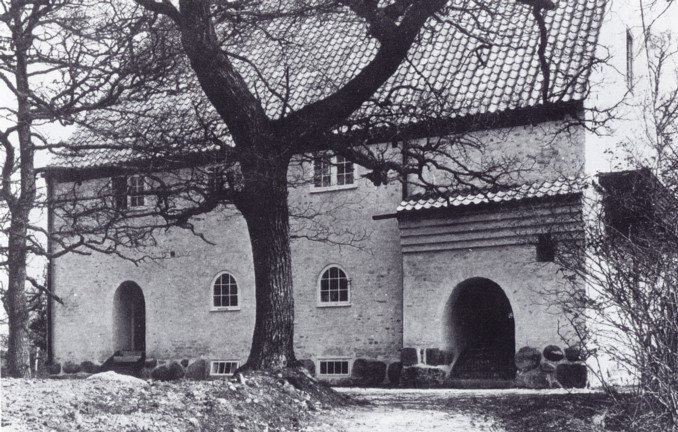
Villa Lagercrantz 1910, fasad mot nordost.

Villa Lagercrantz är en privatvilla, Svalnäsvägen 18, vid Svalnäs i Djursholm i Danderyds kommun. Byggnaden är ett av de få projekt som ritades av Elis Benckert och är sedan 1979 ett byggnadsminne.

## Beskrivning

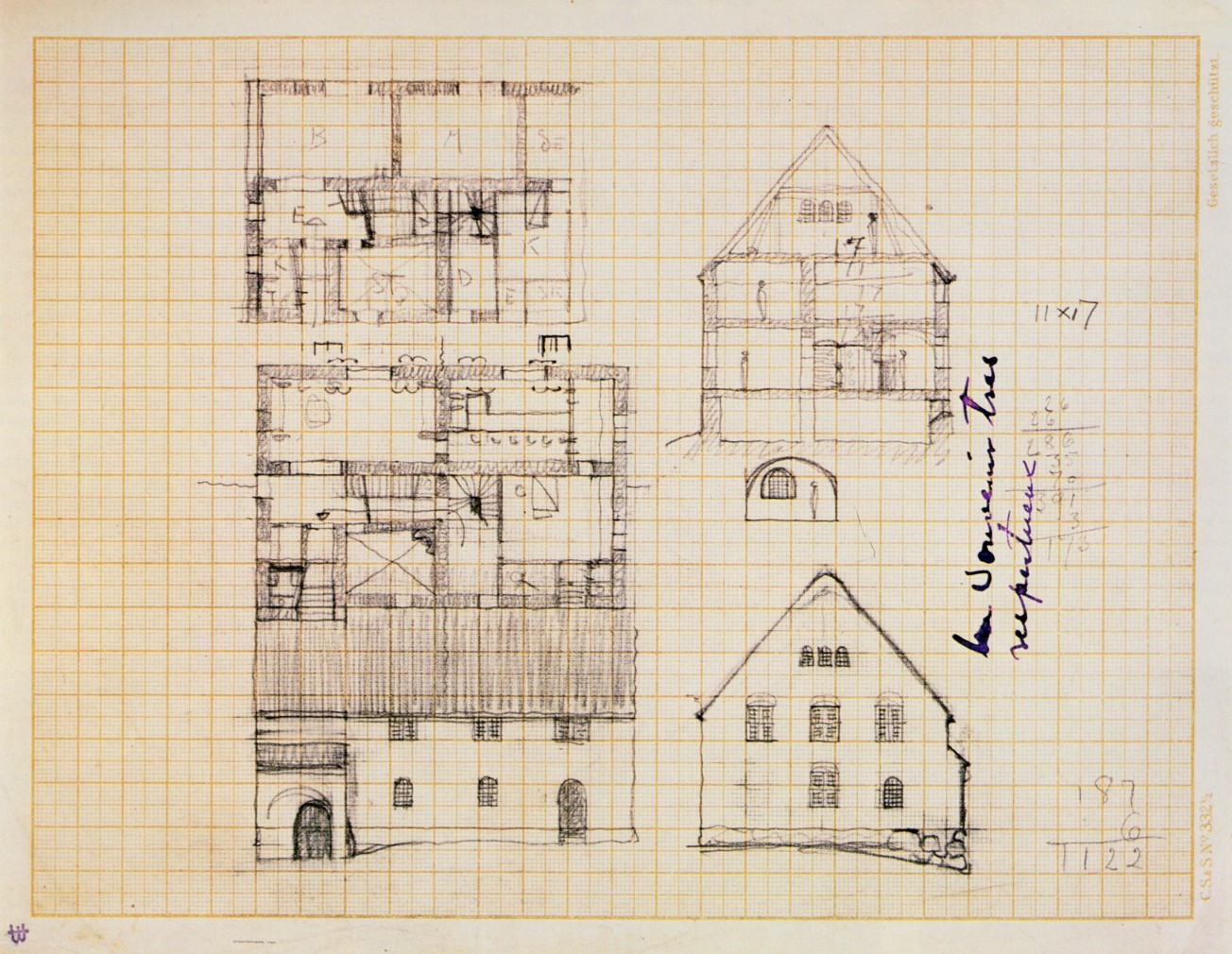
Villa Lagercrantz, Benckerts skiss, 1910.

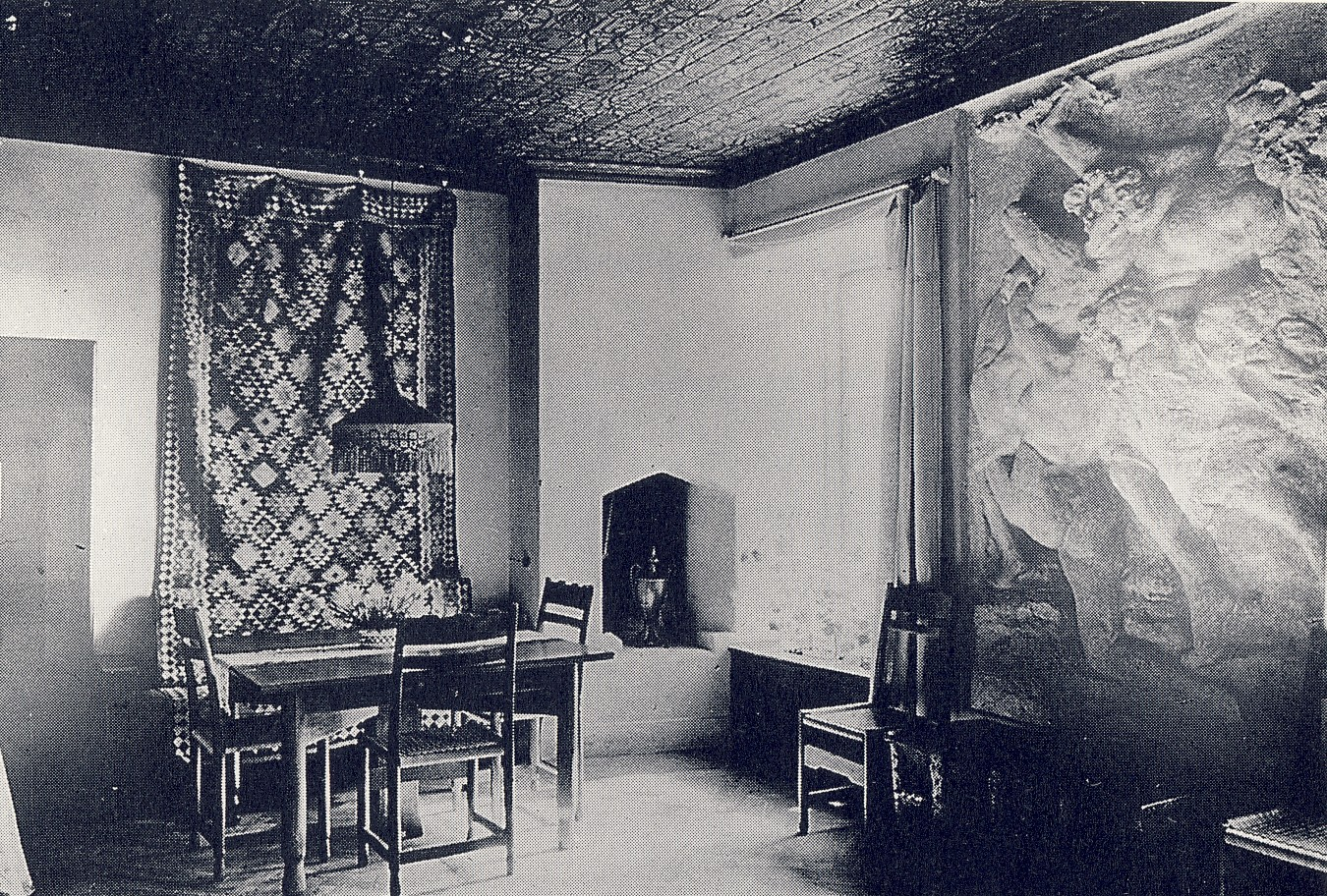
Matsalen 1910.

Villan ritades av arkitekt Elis Benckert till bankdirektören Gustaf Lagercrantz (VD Inteckningsbanken), som även var kusin till Benckert. Hustrun Elsa Lagercrantz var dotter till Djursholms grundare Henrik Palme, vars egendom Svalnäs ligger i närheten. 
Huset skapades mellan 1905 och 1910 genom ett nära samarbete mellan arkitekt och beställare. Byggnaden fick ett kraftfullt, ”Glimmingehus-liknade” utseende med en sockel av kullersten, som utan markerad gräns övergår i murverket, djupa fönster- och portnischer och ett brant takfall. Entrén är utbyggd till ett grottliknande portvalv med vindfång. Tegelväggarna är på sina ställen nästan en meter tjocka. Man kan ana påverkan från Ragnar Östberg, som var Benckerts läromästare. Läget på tomten bestämdes sent och planlösningen spegelvändes för att ge rummen en optimal utriktning beträffande väderstreck och utsikt.
Planen är enkelt, symmetriskt fyrdelad. I bottenvåningen finns vardagsrum, matsal och kök samt en liten studio, på övre våningsplan ligger sängkammare, barnkammare, ett litet rum för ”pigan”, gästrum och badrum. Två trappor förbinder våningsplanen.  Eftersom Benckert var en duktig möbelformgivare ritade han även en del av möblemanget till villan.
År 1910 recenserade den femton år äldre arkitektkollegan Ragnar Östberg detta byggnadsverk. Han skrev bland annat: "...Den vitslammade muren, det röda tegeltaket, den svarttjärade skorstenen och gavelbalkongen ge en målmedveten färgeffekt...Fönsterhålen sitter oregelbundet symmetriskt på fasaden och det stärker intrycket av fasaden som murverk, liksom trängde det inifrån kommande ljusbehovet med nödvändighet genom muren på just dessa ställen..."
År 1923 tillkom en tillbyggnad (ritad av Ivar Tengbom) till villan, varvid villan "chateaufierades" med en ny stor praktfull matsal i gyllene snittets proportioner med kassettak och med takhöjden 4,40 m. Matsalen försågs med ett stort fönster med utsikt mot saltsjön, (Stora Värtan) samt två andra fönster. Den gamla matsalen blev vardagsrum och förlängdes något och fick en öppen spis. Det gamla vardagsrummet blev bibliotek. Något senare inreddes en chaufförsbostad, 2 rum och kök samt ett dubbelgarage.
Villan beboddes av familjen Lagercrantz inklusive fem söner (Stig, Johan, Eric, Magnus och Bo), kokerska, två husor samt chauffören med hustru.
År 1977 sålde familjen Lagercrantz villan till två familjer, som delade upp villan i den äldre delen omfattande 10 rum och den nyare delen omfattande 8 rum. Dessutom avstyckades två obebyggda tomter. Vinden ovanför matsalen inreddes. Några år senare upptogs en ny entrédörr till den äldre delen av källarplanet för att fullständigt separera de två husdelarna. Villan förklarades som byggnadsminne 1979. 1985 övergick man till bergvärme kompletterat med olja (senare med pellets) för toppbelastningen under de kallaste dagarna. År 2003 ombildades de två husdelarna till bostadsrättsförening efter att under en period ha varit separata fastigheter. Den ena obebyggda tomten (närmast vägen) såldes vidare 1980 och bebyggdes ca 1990 med en ny villa (Svalnäsvägen 20).

## Ritningar

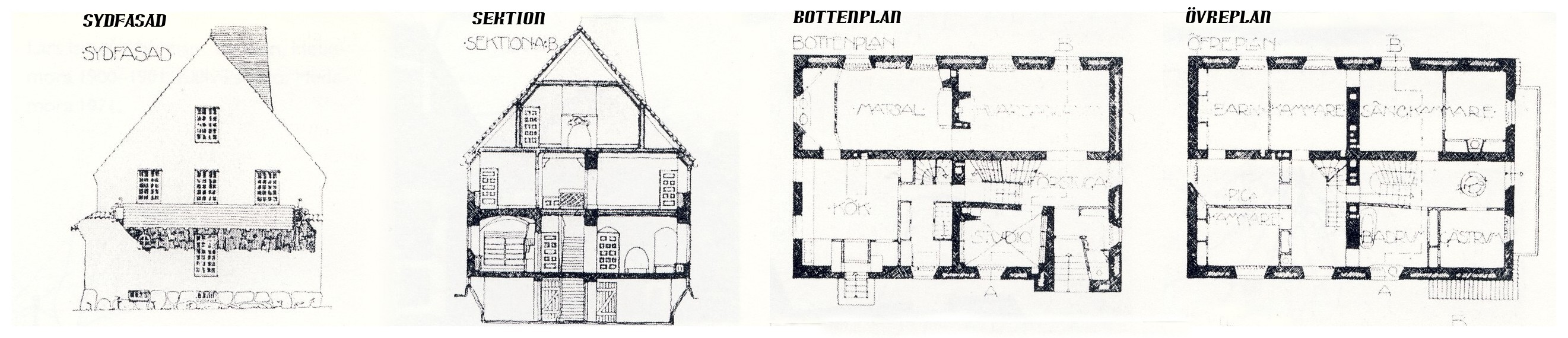
Ritningarna visar endast den första byggnadsetappen, avslutad 1910. I Arkitekturmuseet finns en skalenlig modell, som bygger på dessa ritningar.

## Villa Lagercrantz i dag

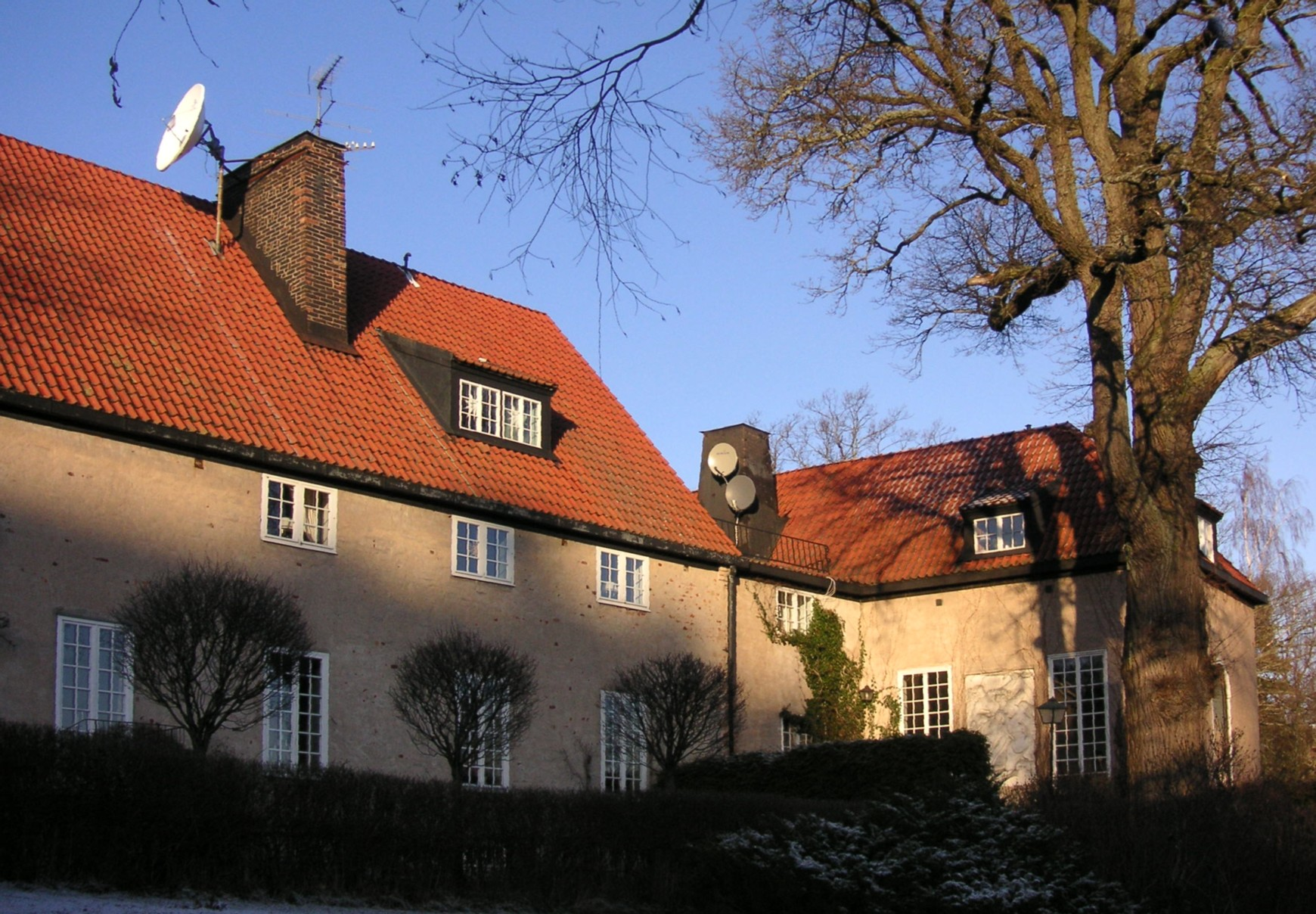
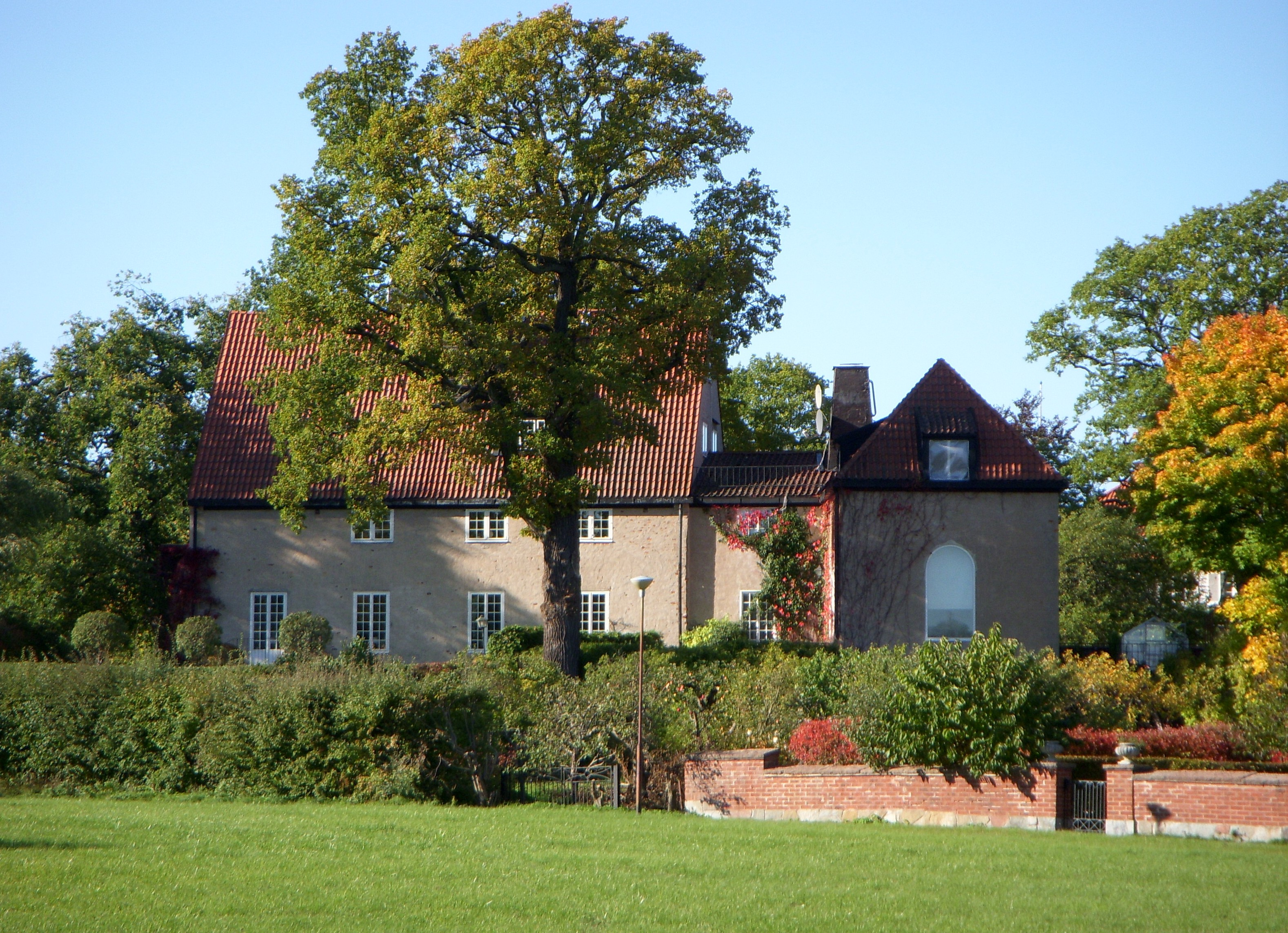
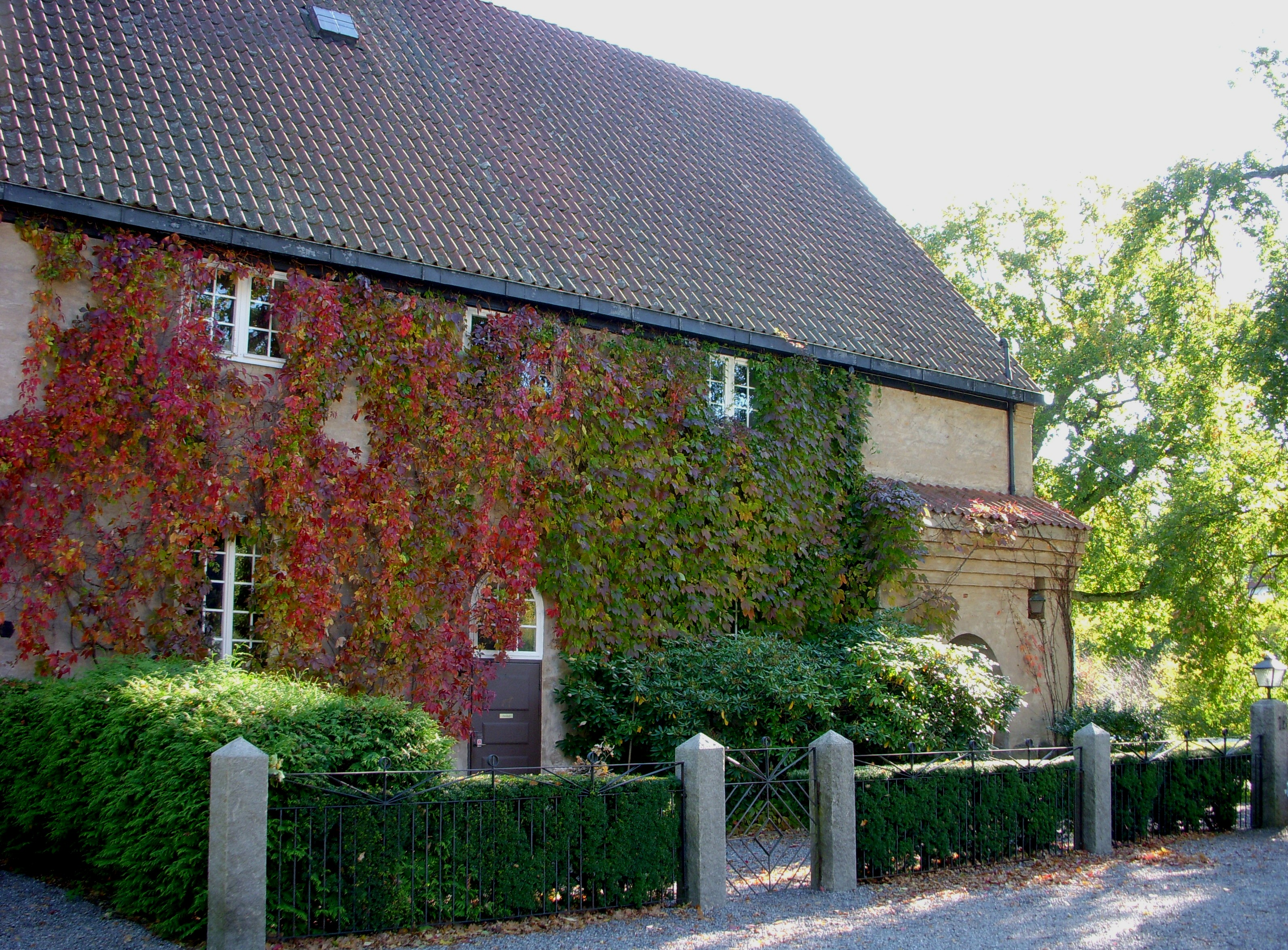
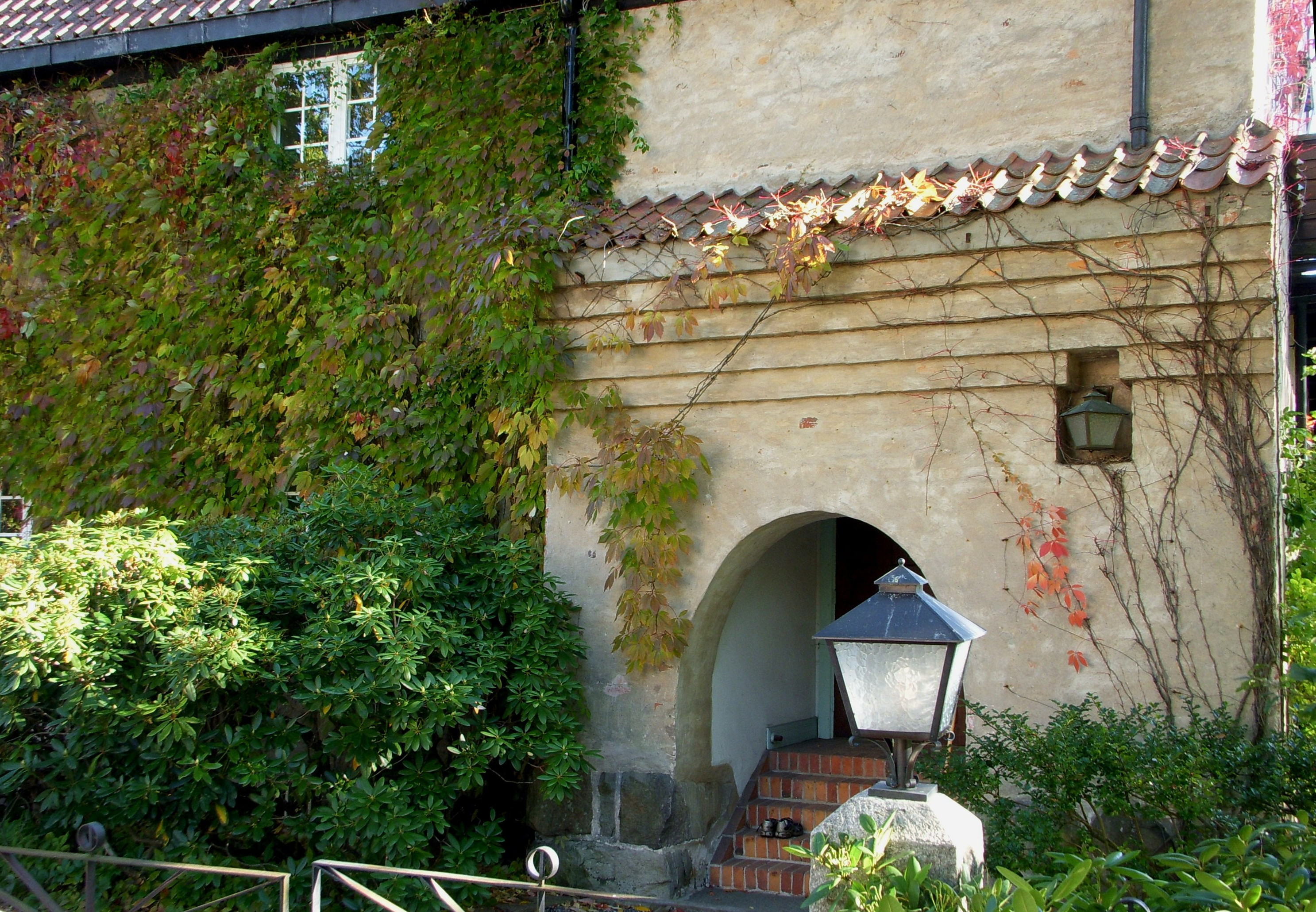